# Houma (Linfen)
Houma (侯马市) ist eine chinesische kreisfreie Stadt in der Provinz Shanxi, die zum Verwaltungsgebiet der bezirksfreien Stadt Linfen gehört und in dessen Süden liegt. Sie hat eine Fläche von 222,1 km² und 257.854 Einwohner (Stand: Zensus 2020).

## Administrative Gliederung
Auf Gemeindeebene setzt sich Houma aus fünf Straßenvierteln und drei Gemeinden zusammen. Diese sind:
- Straßenviertel Ludong (路东街道), 32.053 Einwohner (Zensus 2000);
- Straßenviertel Luxi (路西街道), 29.488 Einwohner, Sitz der Stadtregierung;
- Straßenviertel Kuaibin (浍滨街道), 37.643 Einwohner;
- Straßenviertel Shangma (上马街道), 23.994 Einwohner;
- Straßenviertel Zhangcun (张村街道), 21.182 Einwohner;
- Gemeinde Xintian (新田乡), 45.181 Einwohner;
- Gemeinde Gaocun (高村乡), 17.915 Einwohner;
- Gemeinde Fengcheng (凤城乡), 17.667 Einwohner.

## Geschichte
Houma ist berühmt für die dort gefundenen Bündnisinschriften auf Stein- und Jadeplättchen aus Houma.